# Cerynea argentescens
Cerynea argentescens är en fjärilsart som beskrevs av George Francis Hampson 1910. Cerynea argentescens ingår i släktet Cerynea och familjen nattflyn. Inga underarter finns listade i Catalogue of Life.